# Stauropsis
Stauropsis là một chi thực vật có hoa trong họ Lan.